# Trans-National Industrial Electricity and Gas Company
 (octobre 2019).
La Trans-National Industrial Electricity and Gas Company est un conglomérat énergétique basé à Mogadiscio, en Somalie. Fondé en 2010, il réunit cinq grandes sociétés somaliennes des secteurs du commerce, de la finance, de la sécurité et des télécommunications, à la suite de la signature à Istanbul, en Turquie, d'un accord prévoyant que cette nouvelle société fournira de l'électricité et du gaz en Somalie. Avec un budget d'investissement de 1 milliard de dollars, l'objectif de la société est de créer 100 000 emplois et de mettre en place l'infrastructure nécessaire pour accueillir les projets énergétiques dans le pays,.   